# Mellanmyran-Abborrholmberget
Mellanmyran-Abborrholmberget este o arie protejată (arie specială de conservare — SAC, sit de importanță comunitară — SCI) din Suedia întinsă pe o suprafață de 34,5 ha, integral pe uscat.

## Localizare
Centrul sitului Mellanmyran-Abborrholmberget este situat la coordonatele 64°25′42″N 15°39′31″E / 64.4283°N 15.6587°E.

## Înființare
Situl Mellanmyran-Abborrholmberget a fost declarat sit de importanță comunitară în aprilie 2004 pentru a proteja 2 specii de plante. Situl a fost protejat și ca arie specială de conservare în martie 2011.

## Biodiversitate
Situată în ecoregiunea boreală, aria protejată conține 3 habitate naturale: Mlaștini alcaline, Izvoare fino-scandinave și mlaștini produse de izvoare bogate în minerale, Mlaștini turboase de tranziție și turbării mișcătoare.
La baza desemnării sitului se află mai multe specii protejate de  plante (2): Calamagrostis chalybaea, Calypso bulbosa.